# عقد 1800
القرن الثامن عشر كان عقدًا من التقويم الغريغوري الذي بدأ في 1 يناير 1800، وانتهى في 31 ديسمبر 1899. القرن الثامن عشر يمكن أن يعني أيضًا السنوات ما بين 1800 و 1899 (السنوات التي تبدأ بـ "18")، وهو مرادف تقريبًا للقرن التاسع عشر (1900-1999). تشير هذه المقالة إلى العقد المؤلف من 1800-1899.
كان العقد فترة تغيير جذري. تقدمت التطورات في العقود الثلاثة التي قبلها قرب نهاية القرن الثامن عشر الثورة الصناعية إلى التقدم العالمي، حيث خاضت حروب كاملة مع التقنيات المطورة حديثًا - مما خلق دفعة معنوية قوية للحملات الإمبريالية في جميع أنحاء إفريقيا وآسيا، بالإضافة إلى تطور ملحوظ في أمريكا اللاتينية فيما بعد.

## السياسة والحروب

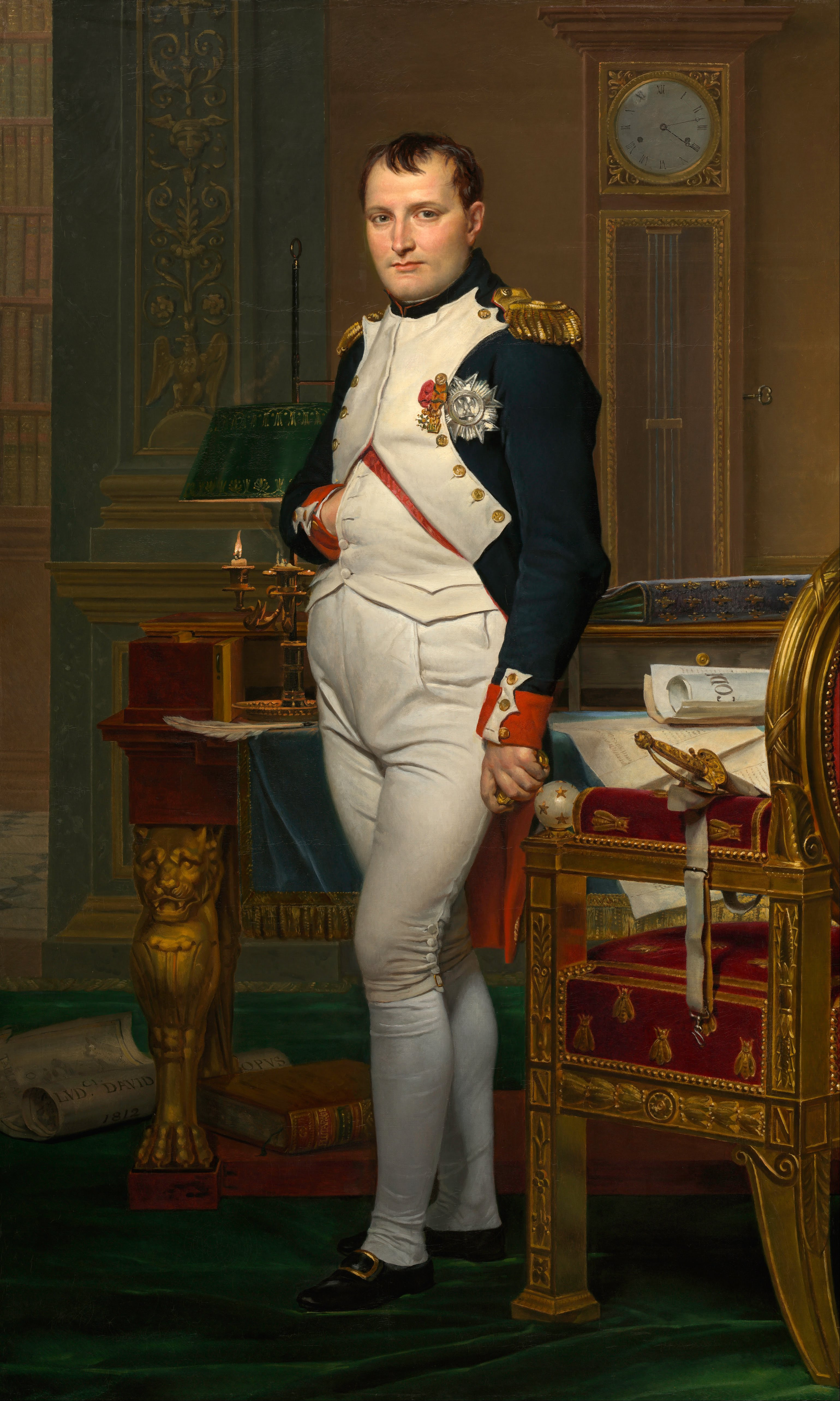
شهدت أوائل القرن التاسع عشر صعود نابليون بونابرت ، الذي قاد الجيش الفرنسي لغزو جزء كبير من أوروبا في حين هذا الوقت.

هيمنت الحروب النابليونية على المشهد السياسي الأوروبي، وهي سلسلة من الصراعات المعلنة ضد الإمبراطورية الفرنسية الأولى لنابليون وتغيير مجموعات الحلفاء الأوروبيين من خلال معارضة أي تحالف مؤقت والتي دامت من 1803 إلى 1815. استمرارًا للحروب التي أشعلتها الثورة الفرنسية عام 1789، أحدثوا ثورة في الجيوش الأوروبية كانت في نطاق لم يسبق من قبل، ويرجع ذلك أساسًا إلى تطبيق التجنيد الجماعي الحديث. إزدادت القوة الفرنسية بسرعة، وغزت معظم أوروبا بحلول نهاية العقد. شهد العقد أوقاتاً عصيبة.
في 9 نوفمبر 1799 (18 برومير)، أطاح نابليون بالحكومة الفرنسية واستبدلها بالقنصلية والتي كان فيها القنصل الأول. في 2 ديسمبر 1804، بعد محاولة اغتيال فاشلة، توج نفسه إمبراطورًا. في عام 1805، خطط نابليون لغزو بريطانيا، لكن التحالف البريطاني المجدد مع روسيا والنمسا (التحالف الثالث) أجبره على التركيز نحو القارة، بنفس الحين فشل في جذب الأسطول البريطاني المتفوق بعيدًا عن القناة الإنجليزية، التي أنتهت بهزيمة فرنسية حاسمة في معركة ترافالغار (في هذه المعركة، أصيب الأميرال البريطاني هوراشيو نيلسون بجروح قاتلة ) في 21 أكتوبر وضع حدًا لآمال الغزو بريطانيا. في 2 ديسمبر 1805، هزم نابليون جيشًا نمساويًا روسيًا متفوقًا عدديًا في أوسترليتز، مما أجبر النمسا على الانسحاب من التحالف (معاهدة بريسبورج) وحل الإمبراطورية الرومانية المقدسة. في عام 1806، تم تشكيل تحالف رابع، في 14 أكتوبر، هزم نابليون البروسيين في معركة يينا أويرشتيد، وسار عبر ألمانيا وهزم الروس في 14 يونيو 1807 في فريدلاند. معاهدات تيلسيت قسمت أوروبا بين فرنسا وروسيا وأنشأت دوقية وارسو.
نشبت حرب التحالف الخامس، التي قامت في عام 1809، تحالفًا بين الإمبراطورية النمساوية والمملكة المتحدة ضد الإمبراطورية الفرنسية وبافاريا. ظهرت الإشتباكات الرئيسية بين فرنسا والنمسا، المشاركين الرئيسيين، في معظم أنحاء أوروبا الوسطى من أبريل إلى يوليو، مع معدلات إصابات عالية جدًا. أرسلت بريطانيا، المشاركة بالفعل في القارة الأوروبية في حرب شبه الجزيرة القائمة، أرسلت حملة أخرى، حملة Walcheren ، إلى هولندا من أجل التخفيف من النمساويين، على الرغم من أن هذا الجهد كان له تأثير ضئيل على نتيجة الصراع. بعد الكثير من الحملات في بافاريا وعبر وادي الدانوب، انتهت الحرب بشكل إيجابي للفرنسيين بعد الصراع الدموي في فجرام في أوائل يوليو، مما أدى إلى معاهدة شونبرون. على الرغم من استمرار القتال في شبه الجزيرة الأيبيرية، إلا أن حرب التحالف الخامس كانت آخر صراع كبير في القارة الأوروبية حتى أدى الغزو الفرنسي لروسيا عام 1812 إلى إندلاع التحالف السادس.

### حروب واضطرابات سياسية أخرى
- نهاية تمرد اللوتس الأبيض (1796-1804)، انتفاضة ضد أسرة تشينغ في الصين.
- بداية الحرب الروسية التركية (1806-1812) بين روسيا والإمبراطورية العثمانية.
- دارت الحرب البربرية الأولى (1801-1805) بين الولايات المتحدة والدول البربرية في شمال إفريقيا.
- نهاية شبه الحرب (1800).
- خاضت الحرب الأنجلو-مراثا الثانية (1803-1805) بين مارثا بيشوا من جهة وزعماء صغار من اتحاد المراثا السندية وبونسل وهولكار من جهة أخرى، مما أدى إلى هزيمة ساحقة للزعماء القبليين المتمردين وتفكك المرثا الكونفدرالية.
- خاضت حرب الفولاني (1804-1810) في نيجيريا والكاميرون الحالية.
- تمثل الانتفاضة الصربية الأولى (1804-1813) المرة الأولى منذ 300 عام التي ترى فيها صربيا نفسها دولة مستقلة.
- حصلت هايتي على استقلالها عن فرنسا في 1 يناير 1804.
- الجمهورية الأيرلندية والخطيب وزعيم المتمردين روبرت إيميت يقود تمردًا في دبلن بأيرلندا في 23 يوليو 1803 ولكن تم سحق التمرد وتم القبض على إيميت وإعدامه لاحقًا في 20 سبتمبر 1803.[1]

القرن الثامن عشر 1 يناير 1800 - 31 ديسمبر 1809 كان القرن الثامن عقدًا للتقويم الغريغوري الذي بدأ في 1 يناير 1800 وانتهى في 31 ديسمبر 1809. لقد كان عقدًا من التغيير الجذري في العالم.

### عبودية
شهد هذا العقد أكبر زيادة في تجارة الرقيق عبر المحيط الأطلسي إلى الولايات المتحدة. خلال الفترة من 1798 و 1808، تم استيراد ما يقرب من 200000 عبد من إفريقيا إلى الولايات المتحدة. ومع ذلك، بدأت حركة إلغاء عقوبة الإعدام تتقدم في هذه الفترة. مشروع بريطانيا قانون تجارة الرقيق 1807 ، الذي يحظر تجارة الرقيق في بريطانيا العظمى (على الرغم من أن الرق كان لا يزال قانونيًا). مشروع الولايات المتحدة حظرًا مشابهًا في عام 1808. ومع ذلك، ألغى نابليون حظر الإمبراطورية الفرنسية على العبودية بقانون 20 مايو 1802 .
في 30 أغسطس 1800، تحت حماية الاجتماعات الدينية، خطط غابرييل بروسر وجاك بولر لتمرد العبيد في ريتشموند ، فيرجينيا. تم تأجيل التمرد بسبب سوء الأحوال الجوية ولم ينجح في النهاية بسبب خيانة اثنين من العبيد المجهولين للقضية.

### الأحداث السياسية البارزة
- 1800
  - كان البيت الأبيض غير المكتمل (المعروف في ذلك الوقت باسم «القصر التنفيذي») يضم أول رئيس له، الرئيس جون آدامز، في 1 نوفمبر 1800.[1]
- 1801
  - بموجب قانون مقاطعة كولومبيا العضوي لعام 1801، تم وضع واشنطن العاصمة، وهي مدينة جديدة مخطط لها وعاصمة للولايات المتحدة، تحت سلطة الكونجرس الأمريكي.
  - اندمجت مملكة بريطانيا العظمى ومملكة أيرلندا في المملكة المتحدة لبريطانيا العظمى وأيرلندا في عام 1801.
- 1803
  - تضاعف الولايات المتحدة حجمها مع الأراضي المكتسبة من نابليون بونابرت في صفقة شراء لويزيانا.

### قادة العالم
1800 - 1801 - 1802 - 1803 - 1804 - 1805 - 1806 - 1807 - 1808 - 1809

### المستعمرات
| - أمريكا الشمالية / أمريكا اللاتينية - كندا - مستعمرة بريطانية تحت سيطرة وزير الدولة للحرب والمستعمرات - أمريكا الروسية - طالبت روسيا بألاسكا نزولاً عبر أجزاء من كاليفورنيا خلال هذا الوقت، وتم تسويقها من خلال إنشاء الشركة الروسية الأمريكية - إسبانيا الجديدة - في الوقت الحاضر كانت المكسيك وأمريكا الوسطى وغرب الولايات المتحدة تحت سيطرة إسبانيا خلال هذا العقد. - أمريكا الجنوبية - إلى حد كبير تحت الحكم الاستعماري من قبل إسبانيا والبرتغال. كانت إسبانيا تفقد قبضتها بسبب المشاكل في الداخل، مما مهد الطريق لحروب الاستقلال الإسبانية الأمريكية في العقد التالي. | - أفريقيا - سيطرت الإمبراطورية العثمانية بشكل غير محكم على المغرب العربي (المعروف أيضًا باسم الساحل البربري) |

## العلوم والتكنولوجيا

### كهرباء

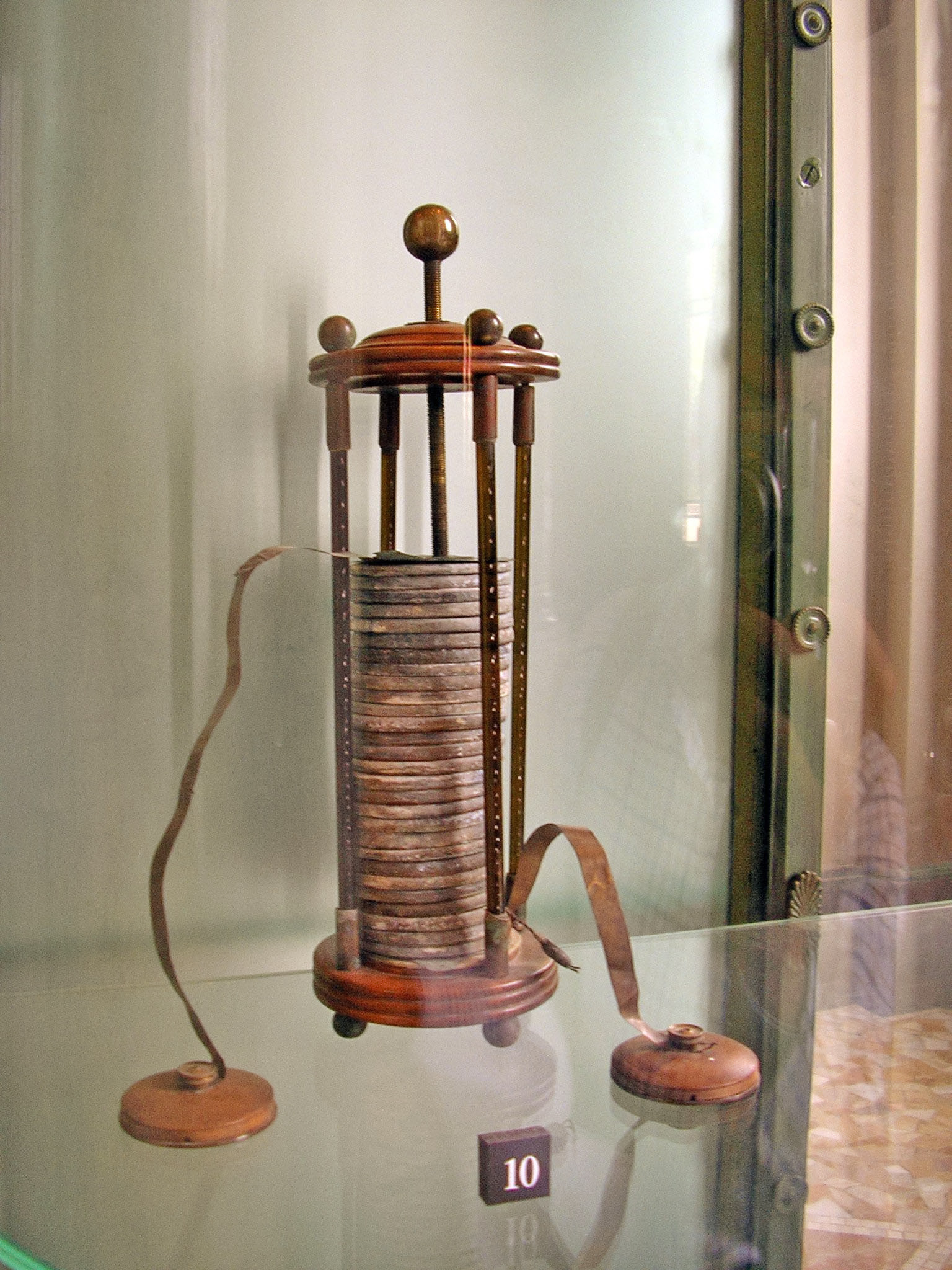
كومة فولتية معروضة في Tempio Voltiano.

احتوى هذا العقد على بعض التجارب البدائية في الكيمياء الكهربائية. في عام 1800، قام أليساندرو فولتا ببناء كومة فولتية، وهي أول جهاز ينتج تيارًا كهربائيًا كبيرًا، عُرف فيما بعد بالبطارية الكهربائية. أبلغ نابليون عن أعماله، واستدعاه في عام 1801 لأداء قيادي لتجاربه. حصل على العديد من الميداليات والأوسمة، بما في ذلك جوقة الشرف.
في عام 1800 أيضًا، نجح ويليام نيكولسون ويوهان فيلهلم ريتر في تحلل الماء إلى هيدروجين وأكسجين عن طريق التحليل الكهربائي. بعد ذلك بوقت قصير إكتشف ريتر عملية الطلاء الكهربائي. كما لاحظ أن كمية المعدن المترسبة وكمية الأكسجين المنتجة أثناء عملية التحليل الكهربائي تعتمد على المسافة بين الأقطاب الكهربائية. في عام 1801، لاحظ ريتر التيارات الكهروحرارية وتوقع اكتشاف الطاقة الحرارية بواسطة توماس يوهان سيبيك.
في عام 1806، قام همفري ديفي بتحليل البوتاس والصودا، مستخدمًا كومة فولتية من حوالي 250 خلية، مما يدل على أن هذه المواد كانت على التوالي أكاسيد البوتاسيوم والصوديوم، والمعادن التي لم تعرف من قبل. عند استخدام بطارية مكونة من 2000 عنصر من كومة الفولتية والفحم المغلق في فراغ، قام ديفي بعرض أول عرض توضيحي عام لمصباح القوس الكهربائي في عام 1809.

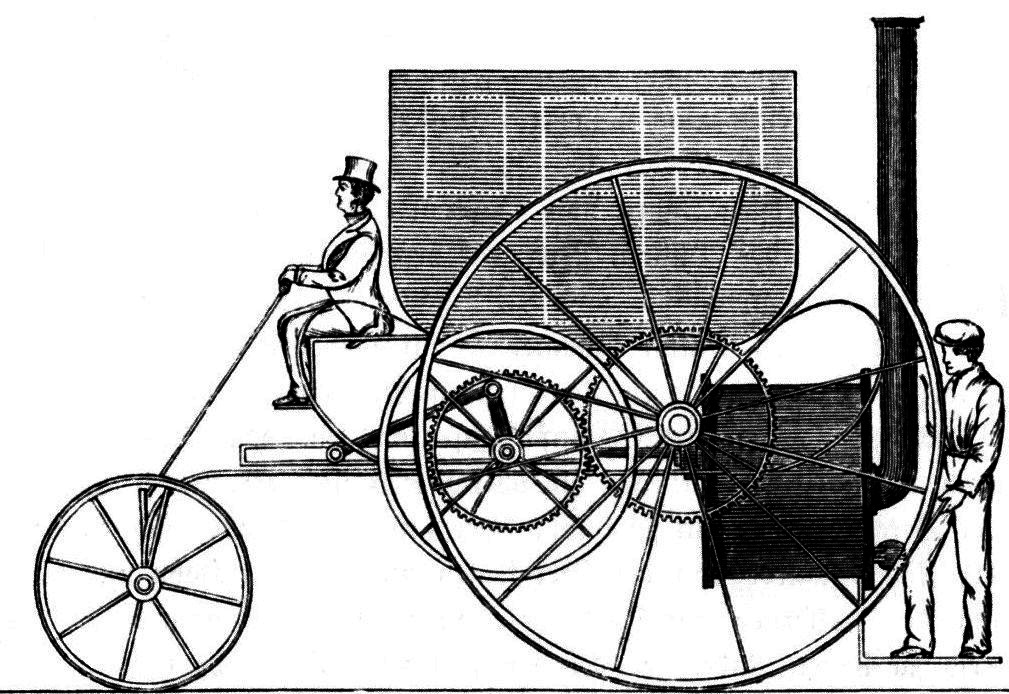
عربة لندن البخارية

بدأ النقل البخاري يطبق في هذا العقد في عام 1803 قام شارلوت دونداس وويليام سيمينجتون والتي تعتبر بأنها أول باخرة عملية في العالم برحلتها الأولى في وقت لاحق وفي عام 1807 قامت أول باخرة بخارية ناجحة تجاريًا في العالم لروبرت فولتون، برحلتها الأولى.
في عام 1801 قام ريتشارد تريفيثيك بتشغيل «قاطرة طريق» بخارية كاملة الحجم على الطريق في كامبورن، إنجلترا،  عربة لندن البخارية ذات العشرة مقاعد في عام 1803. في عام 1804 بنى Trevithick نموذجًا أوليًا لقاطرة سكة حديد تعمل بالبخار.
بدأ تشغيل أول سكة حديدية في القرن الثامن العشر أُنشأ البرلمان البريطاني في بريطانيا العظمى خط سكة حديد سوري في عام 1801  وبدأ العمل في 26 يوليو 1803. اعتمدت السكك الحديدية على عربات النقل التي تجرها الخيول بدلاً من القاطرات التي تعمل بالطاقة.
في عام 1807 صنع إسحاق دي ريفاز سيارة تعمل بغاز الهيدروجين، وهي أول مركبة تعمل بمحرك احتراق داخلي. أنشأ جيمس وات أول محرك بخاري بتصميم Newcomen.

### الفلك
- تم اكتشاف أول كويكبات معروفة في هذا العقد:
  - سيريس (1 يناير 1801).[9] تم إعادة تصنيفه على أنه كوكب قزم في عام 2006.
  - بالاس (28 مارس 1802)
  - جونو (1 سبتمبر 1804)
  - فيستا (29 مارس 1807)

### تطورات أخرى
- اختراع منسج الجاكارد عام 1801.
- اكتشف يوهان فيلهلم ريتر الأشعة فوق البنفسجية عام 1801.
- تم اعتماد إشارة العلم تدريجياً من قبل مختلف أساطيل العالم.
- تم عزل المورفين من الأفيون لأول مرة عام 1804.
- طور Nicolas Appert طريقة لحفظ الطعام عن طريق التعليب في عام 1809.
- نشر جون دالتون نظريته الذرية عام 1803.

## ثقافة
- نهاية عصر التنوير بعد بداية العصر الرومانسي في العقد القادم.

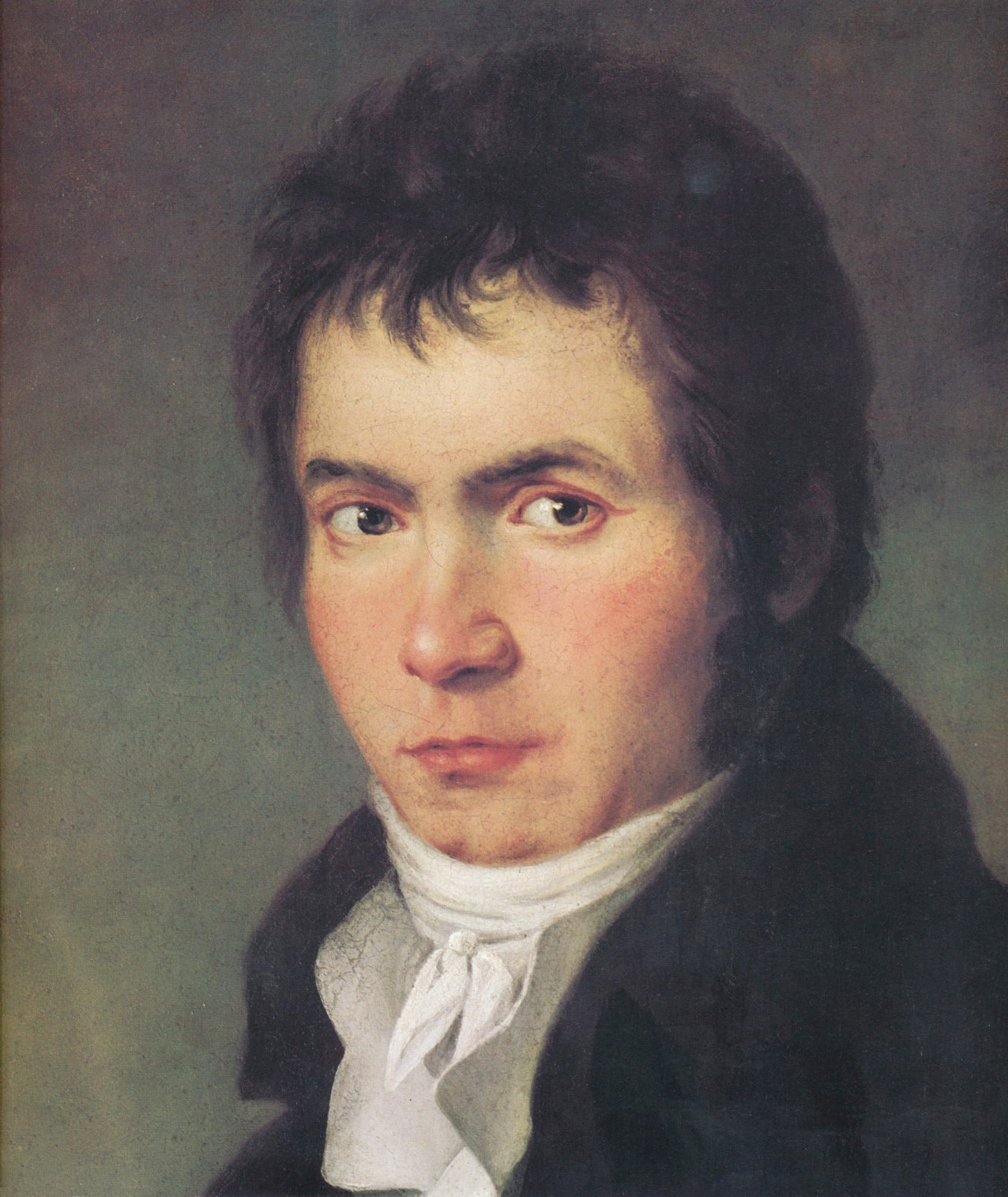
لودفيج فان بيتهوفن عام 1804

### موسيقى
- العرض الأول لفيلم لودفيج فان بيتهوفن السيمفوني رقم 1 في فيينا عام 1800.
- تم نشر سوناتا باخ و partitas للكمان المنفرد بواسطة Bote and Bock في عام 1802.
- أنتهى السيمفونية رقم 3 "Eroica" للمخرج Ludwig van Beethoven في عام 1804.
- أنتهى Fidelio by Ludwig van Beethoven في عام 1805.
- أنتهى كونشرتو البيانو الرابع وكونشرتو الكمان من قبل لودفيج فان بيتهوفن في عام 1806.
- أنتهى La Vestale من Gaspare Spontini في عام 1807.
- أكمل بيتهوفن كلاً من السيمفونية الخامسة له والسيمفونية السادسة "الرعوية" في عام 1808.

### موضة

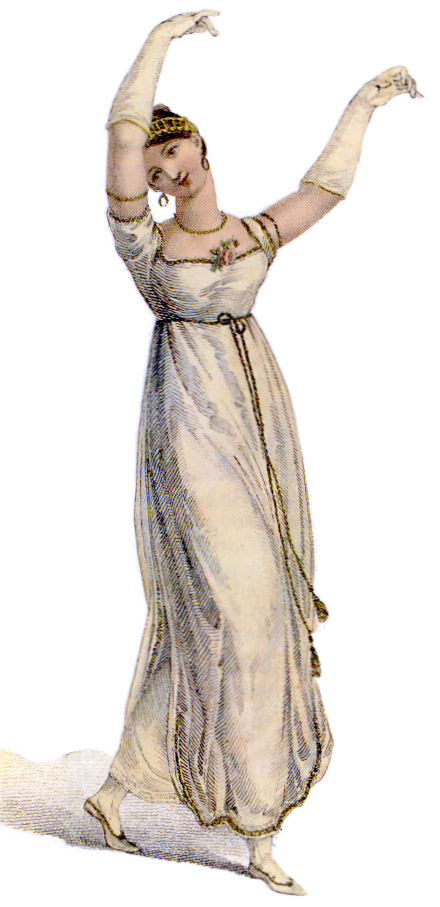
فستان رقص عالي الخصر من 1809

شهدت الموضة في تلك الفترة في البلدان الأوروبية وأيضا البلدان الأوروبية المتأثرة النجاح النهائي لخلع الملابس أو الأنماط غير الرسمية على الديباج والدانتيل والبيرويج والمسحوق في أوائل القرن الثامن عشر.

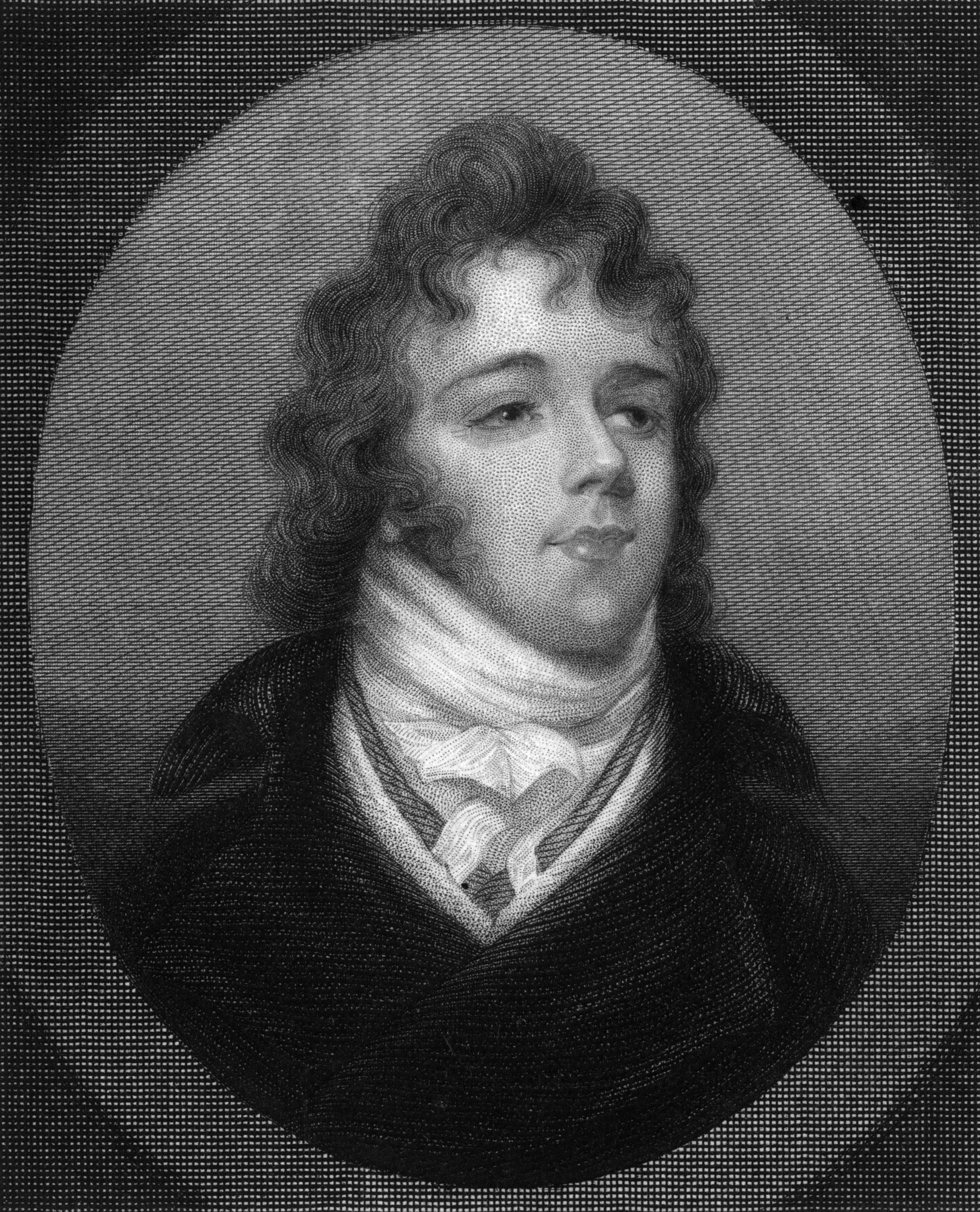
بو بروميل

أعتمدت أنماط الملابس النسائية العصرية إلى صورة الإمبراطورية الظلية - كانت الفساتين ملائمة بشكل مناسب للجذع أسفل التمثال النصفي مباشرة وتنزل بشكل فضفاض بأسفله مستوحاة من الذوق الكلاسيكي الجديد كانت العباءات قصيرة الخصر ذات التنانير الناعمة المتدفقة وغالباً ما كانت مصنوعة من الشاش الأبيض شبه الشفاف، والذي كان من السهل غسله ولفه بشكل فضفاض مثل الملابس التي على التماثيل اليونانية والرومانية. لن تغادر أي امرأة محترمة المنزل بدون قبعة أو غطاء للرأس كان لباس الرأس العتيق، أو كوين ماري كويف والقبعات الصينية والعمامة المستوحاة من الشرق وخوذة المرتفعات كانت شائعة أيضاً أما بالنسبة للقبعات فقد تم تزيين تيجانها وحوافها بزخارف معقدة بشكل متزايد مثل الريش والشرائط  في الواقع قامت سيدات اليوم بتزيين قبعاتهن بتكرار، واستبدلن الزخارف القديمة بزخارف أو ريش جديدة.
1800-1809 كانت ذروة الغندقة في أزياء الرجال في أوروبا على غرار Beau Brummell احتفظ الرجال الأكبر سنًا وضباط الجيش والعاملين في مهن محافظة مثل المحامين والأطباء بشعرهم المستعار ومسحوقهم في هذه الفترة لكن الرجال الأصغر سنًا كانوا يجعدون الشعر القصير غالبًا مع سوالف طويلة شهدت هذه الفترة التخلي النهائي عن ربط الأحذية والتطريز والزينة الأخرى من ملابس الرجال خارج لباس المحكمة الرسمي بدلاً من ذلك أصبح القص والتفصيل أكثر أهمية للجودة.

### آخرى
- ى10 نوفمبر 1809 - خدعة شارع بيرنرز: تمكن ثيودور هوك من جذب عشرات الأشخاص إلى 54 شارع بيرنرز في لندن.
- Adams، Henry (1889–90). History of the United States During the Administrations of Thomas Jefferson . New York: Charles Scribner's Sons – عبر ويكي مصدر. History that in part contains six chapters of narration remarking upon significant individuals of that era with added wikilinks linking back to their Wikipedia articles